# Antonio Sorgo
Antonio Sorgo, in croato Antun Sorkočević (Ragusa, 25 dicembre 1775 – Parigi, 14 febbraio 1841), è stato un compositore, diplomatico e scrittore dalmata, della Repubblica di Ragusa.

## Biografia
Fu membro della nobiltà ragusea e come il padre, Luca Sorgo, anch'egli fu attivo in vita principalmente come compositore. Antonio studiò a Roma e nel 1806, con la caduta della Repubblica di Ragusa, lasciò la carica di ambasciatore che teneva per conto dell'antica repubblica marinara, rimanendo in Francia per il resto della sua vita.
Fu autore di numerose pubblicazioni e nel 1806 diventò membro dell'Académie Celtique e nel 1828 de la Societé des Antiquaries. Tra i vari libri che pubblicò (come Mémoire sur la langue et les moeurs des peuples slaves, Fragments sur l'histoire et la littérature de la République de Raguse et sur la langue slave), nel 1838 tradusse in francese Osman di Giovanni Gondola.
Antonio Sorgo fu amico di Marko Bruerović, scrittore croato di origine francese.

## Composizioni

### Musica vocale
- Dixit Dominus per 5 voci e orchestra
- 2 Tantum ergo
- Nell'umile mia capanna per soprano e orchestra
- La preghiera per soprano e fortepiano

### Musica strumentale
- Sonata per fortepiano e violino (1793)
- Sinfonia
- 5 Ouverture
- Quartetto per archi
- 2 trii per violino, violoncello e fortepiano
- 3 trii per 2 violini e violoncello
- Sonata per fortepiano a 4 mani